# 波萨达斯托洛茨基主义革命工人党
波萨达斯托洛茨基主义革命工人党（西班牙語：Partido Obrero Revolucionario Trotskista Posadista，缩写为POR-TP）是玻利维亚的一个已不存在的小型托洛茨基主义-波萨达斯主义政党。该党成立于1963年，由一个从革命工人党分裂出来的异见团体建立。该党以阿根廷托洛茨基主义理论家J·波萨达斯的政治思想为指导。该党曾由工人领袖Carlos Flores Bedregal领导。该党曾是第四国际波萨达斯主义者的成员。